# Украина в огне (фильм, 2016)
«Украина в огне» (англ. Ukraine on Fire) — документальный пропагандистский фильм американского режиссёра украинского происхождения Игоря Лопатёнка и американского продюсера Оливера Стоуна, снятый в 2016 году.
Премьера в России состоялась 21 ноября 2016 года на телеканале «РЕН ТВ». Фильм описывает события украинского Евромайдана с пророссийской точки зрения.

## Сюжет
Фильм рассказывает об истории Украины c XVII века до 2016 года. В фильме представлена конспирологическая версия, частично описана история Украины, и частично США. Рассказывается о таких событиях, как Гетманщина, Революция и Гражданская война на Украине, оккупация Украины германо-австрийскими войсками, Брестский мир, вхождение Западной Украины в состав СССР, украинский коллаборационизм во Второй мировой войне, Великая Отечественная война, Волынская резня, события в Бабьем Яру, 1990-е годы, Оранжевая революция, Евромайдан, аннексию Крыма Россией, пожар в Одесском доме профсоюзов, война в Донбассе, катастрофа Boeing 777 и другие события истории Украины.
На протяжении фильма президент России Владимир Путин, бывший президент Украины Виктор Янукович и бывший министр внутренних дел Украины Виталий Захарченко, а также американский журналист Роберт Пэрри дают интервью Оливеру Стоуну по поводу событий новейшей истории Украины.